# Віссаріон Тирновський
Віссаріон Тирновський — патріарх Тирновський Болгарської православної церкви у середині 13 століття.
Його ім'я не зазначене у середньовічної Синодальної Книги Борила, де згадуються голови Православної Церкви з центром у Тирново, столиці Болгарської імперії.
Свідченням його існування є печатка з написом «Віссаріон, милістю Божою, патріарх Болгарський». Припускають, що він очолював Болгарську церкву під час правління імператора Івана Асена II (правління 1218–1241).
Болгарські історики вважають, що його можна ототожнити з «патріархом Спиридоном», відомим з нещодавно знайденої агіографії, ім'я якого не згадується в жодних історичних джерелах. 
1238 року цей патріарх виступив проти третього шлюбу Івана Асеня II з візантійкою Іриною Комніною Дукою, оскільки він порушував церковні канони. Болгарський імператор, перебуваючи під впливом Ірини, що до цього була його коханкою, наказав переслідувати і стратити Патріарха. Церква відмовилася визнати Ірину імператрицею і канонізувала Віссаріона як святого та замовила його агіографію. 
Його наступником був патріарх Василь ІІ (бл. 1246 — бл. 1254). 